# Papa, c'est un lion
Pour plus de détails, voir Fiche technique et Distribution.
Papa, c'est un lion (Father's Lion) est un court métrage d'animation américain de la série de Dingo, sorti le 4 janvier 1952 aux États-Unis, réalisé par les studios Disney.

## Synopsis
Dingo, ici sous le nom de George Geef, veut montrer à son fils comment attraper un lion des montagnes !

## Fiche technique
- Titre Original : Father's Lion
- Autres titres [2]:
  - Suède : Hej, svejs i lejonskogen, Jan Långben jagar storvilt, Janne Långben jagar lejon
- Série : Dingo
- Réalisateur : Jack Kinney
- Scénaristes: Dick Kinney, Brice Mack, Milt Schaffer
- Voix[2] : Pinto Colvig (Goofy), Bobby Driscoll (Goofy, Jr.)
- Animateur[2] : Edwin Aardal, George Nicholas, John Sibley
- Effets d'animation: Dan McManus
- Layout: Al Zinnen
- Décors : Ralph Hulett
- Musique: Paul J. Smith
- Producteur : Walt Disney
- Société de production : Walt Disney Productions
- Distributeur : RKO Radio Pictures
- Date de sortie : 4 janvier 1952
- Format d'image : Couleur (Technicolor)
- Son : Mono (RCA Sound System)
- Durée : 6 minutes
- Langue : Anglais
- Pays de production :  États-Unis

## Voix françaises
- Roger Carel : Narrateur
- Roger Lumont : Dingo
- Marine Boiron : Dingo Junior
- Gérard Rinaldi : Dingo (version alternative)

## Commentaires
Dingo porte ici pour une nouvelle fois le pseudonyme de George Geef. Il est aussi à nouveau confronté à Louie le lion des montagnes, après Dingo et le Lion, sorti un an (moins un jour) plus tôt.
Sur une bouteille de cola, on peut lire Zinnen Pale une référence à l'artiste Al Zinnen, chargé du layout.